# Brione (Verzasca)

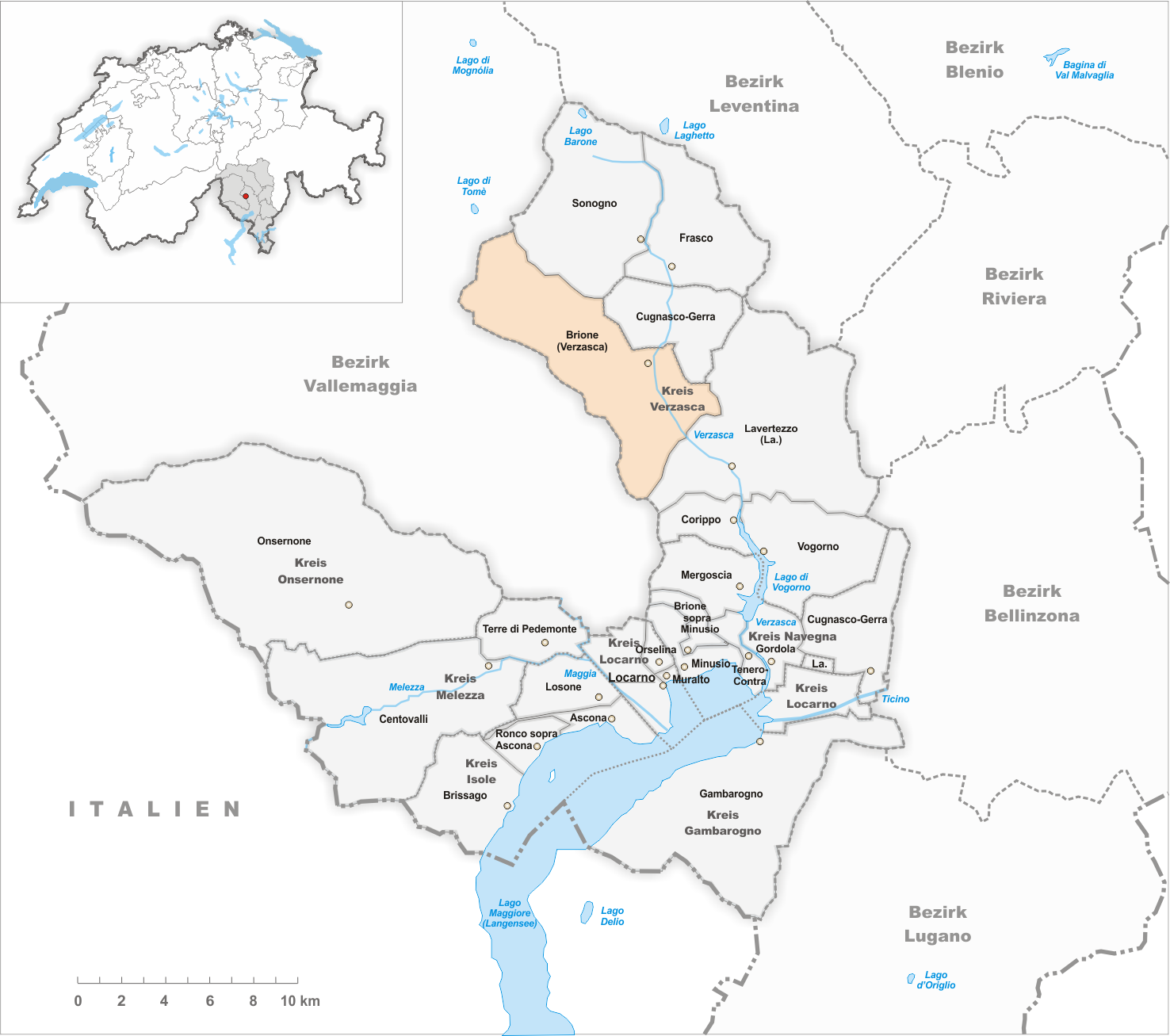
Gemeindestand vor der Fusion am 18. Oktober 2020

Brione (Verzasca) ist eine Ortschaft in der Gemeinde Verzasca im Schweizer Kanton Tessin. Bis 2020 bildete sie eine eigene Gemeinde.
Das Dorfbild ist im Inventar der schützenswerten Ortsbilder der Schweiz (ISOS) als schützenswertes Ortsbild der Schweiz von nationaler Bedeutung eingestuft.

## Geographie
Brione (Verzasca) liegt dort, wo das Verzascatal mit dem von der Osola entwässerten Osolatal zusammentrifft, in einer kleinen Ebene, dem Becken eines ehemaligen Sees, der durch einen Abbruch vom Poncione d’Alnasca gestaut worden war, 13 km nordnordwestlich der Station Gordola der Gotthardbahn (Strecke Bellinzona-Locarno). Östlich des Dorfs liegt der Poncione d’Alnasca (2300 m ü. M.), dessen 600 m hohe Wand zum ersten Mal 1973 bezwungen wurde.

## Geschichte
Brione (Verzasca) ist eine politische und Kirchgemeinde, die im Mittelalter zum Gemeinwesen des Verzascatals gehörte, jedoch eine besondere squadra  bildete. Als das Tal in Gemeinden eingeteilt wurde, bildete Brione (Verzasca) mit Gerra (Verzasca) eine solche, doch waren sie beide besondere squadre. 1852 wurde das Dorf eine selbständige Gemeinde. Wohl dieses Brione, und nicht Brione sopra Minusio, unterwarf sich aus eigenem Antrieb 1411–1412 mit anderen Gemeinden und dem Ossolatal dem Herzog von Savoyen. In kirchlicher Hinsicht gehörte das Dorf zur Pfarrei San Bartolomeo von Vogorno; 1518 war es aber schon davon abgetrennt. Auf den Überresten einer Kapelle von 1294 sind wertvolle Fresken aus dem 14. (Giotto-Schule Rimini) und 15. Jahrhundert erhalten.
Am 18. Oktober 2020 fusionierte die damalige Gemeinde Brione (Verzasca) mit den Gemeinden Corippo, Cugnasco-Gerra (Gerra Valle), Frasco, Lavertezzo (Lavertezzo Valle), Sonogno und Vogorno zur neuen Gemeinde Verzasca. Brione bildet aber nach wie vor eine eigenständige Bürgergemeinde.

## Bevölkerung
Einwohnerzahlen: Volkszählungsdaten
Zwischen 1860 und 1870 emigrierte fast die Hälfte der Bevölkerung nach Übersee.

## Sehenswürdigkeiten
Das Dorfbild ist im Inventar der schützenswerten Ortsbilder der Schweiz (ISOS) als schützenswertes Ortsbild der Schweiz von nationaler Bedeutung eingestuft.
- Pfarrkirche Santa Maria Assunta[9][10][11]
- Pfarrhaus[9][10]
- Ehemaliges Schloss Marcacci[9][10]
- Gemeindehaus mit Fresko[9][10]

## Persönlichkeiten
- Anna Gnesa (* 13. Dezember 1904 in Gordola; † 1986 in Brione Verzasca), Sekundarlehrerin, Schriftstellerin[12][13]
- Ernesto Togni (1926–2022), Bischof von Lugano
- Pablo Togni (* 29. September 1979 in Bellinzona) (Bürgerort Brione (Verzasca)), Maler, Bildhauer, Street Artist. Seit 1996 Zusammenarbeit mit Christian Rebecchi (Nevercrew)[14]

## Bilder

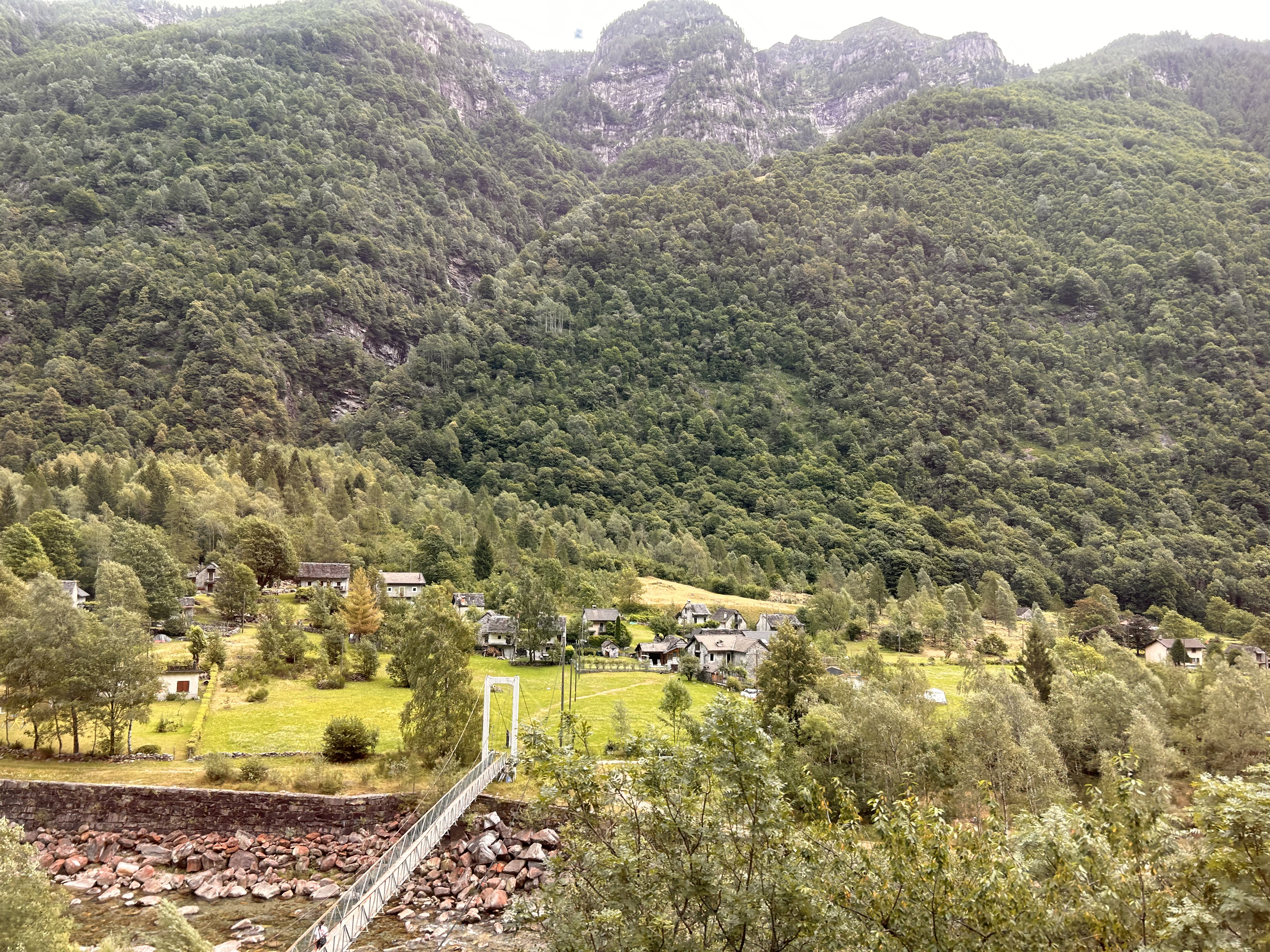
Brione Alnasca
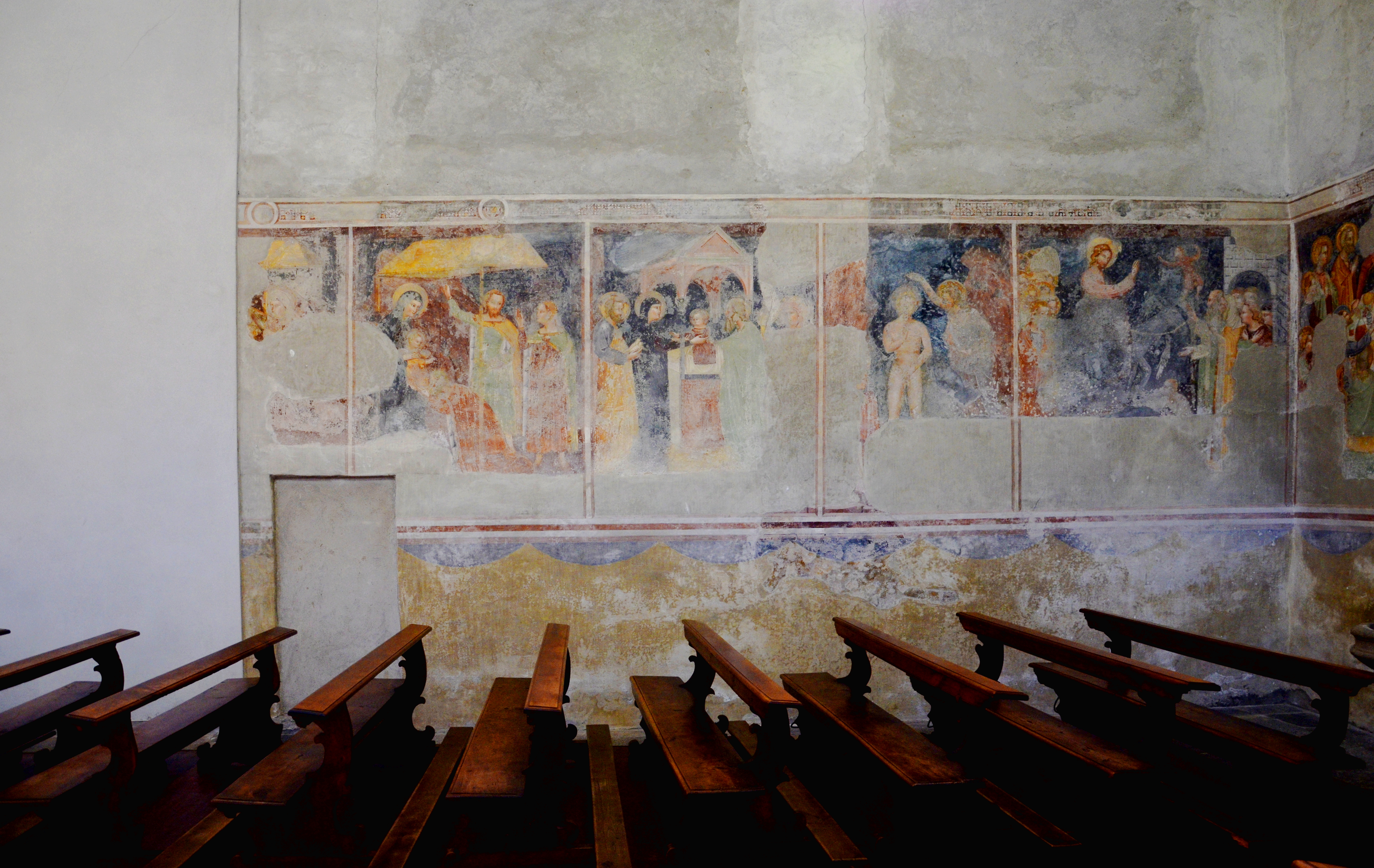
Pfarrkirche, Fresken im Stil Giottos
Brione Dorfbrunnen, Ponte Vetro, Aufnahme von Leo Wehrli (1940)